# 강진 백운동 원림

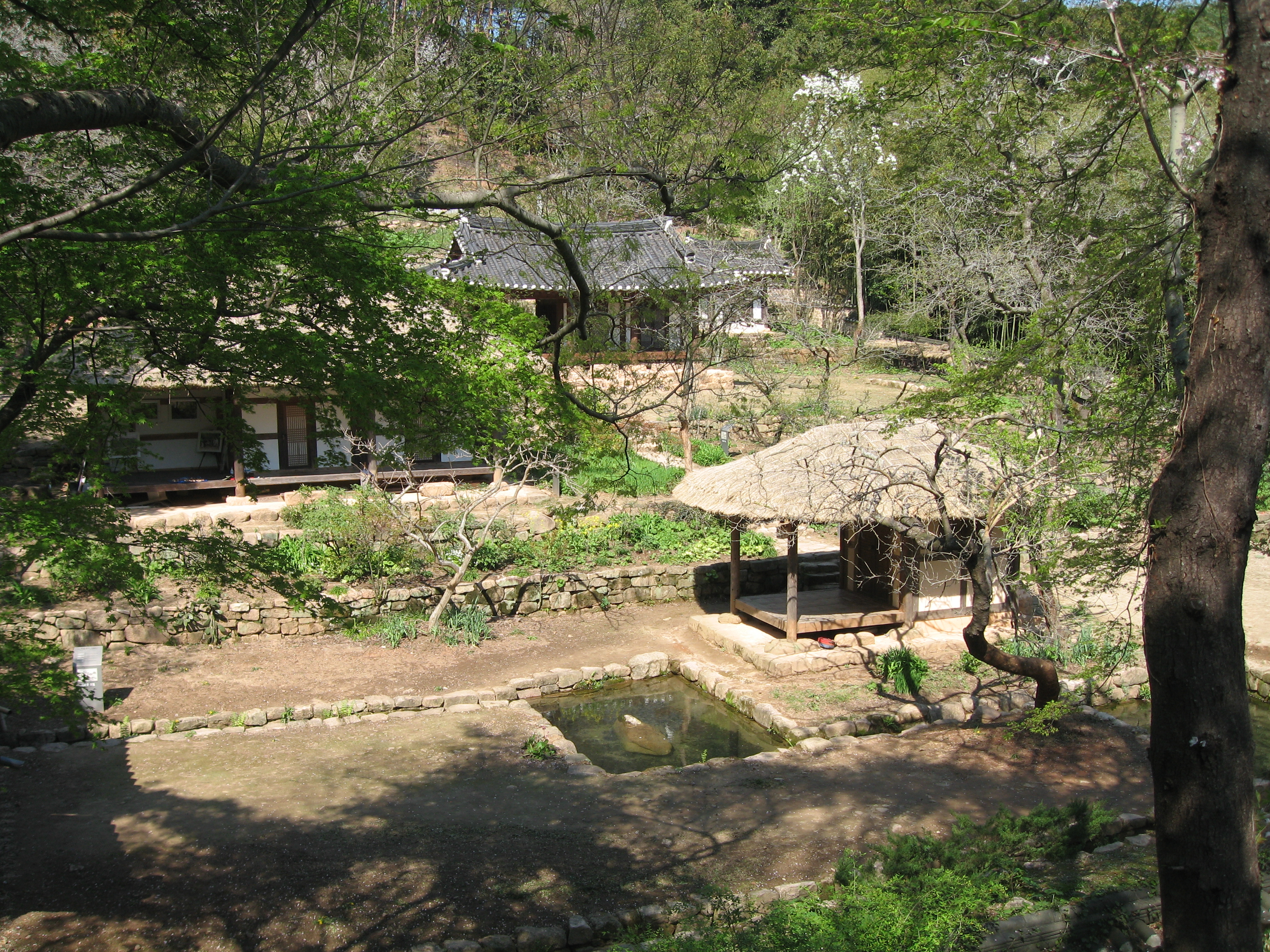
강진백운동원림

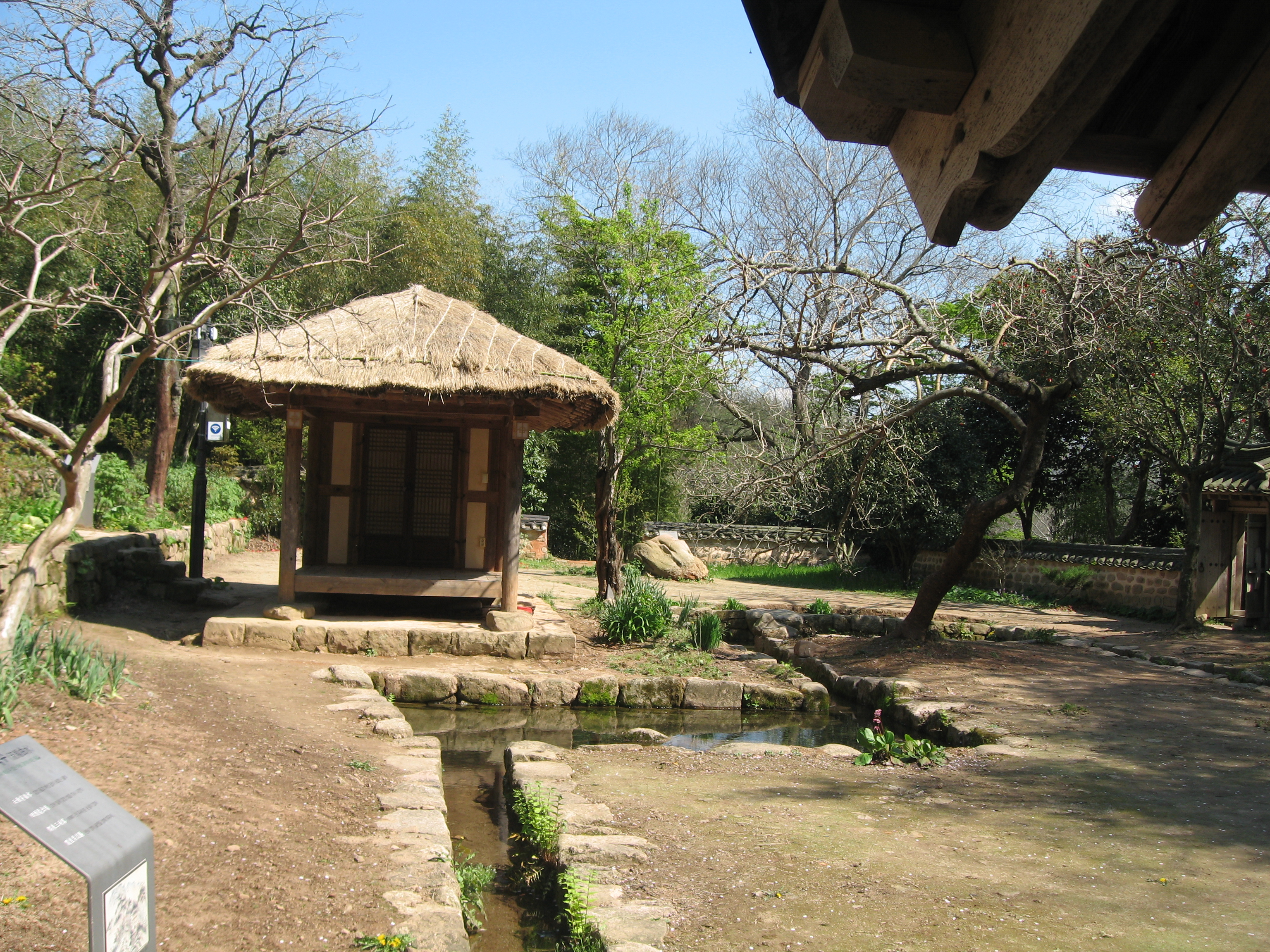

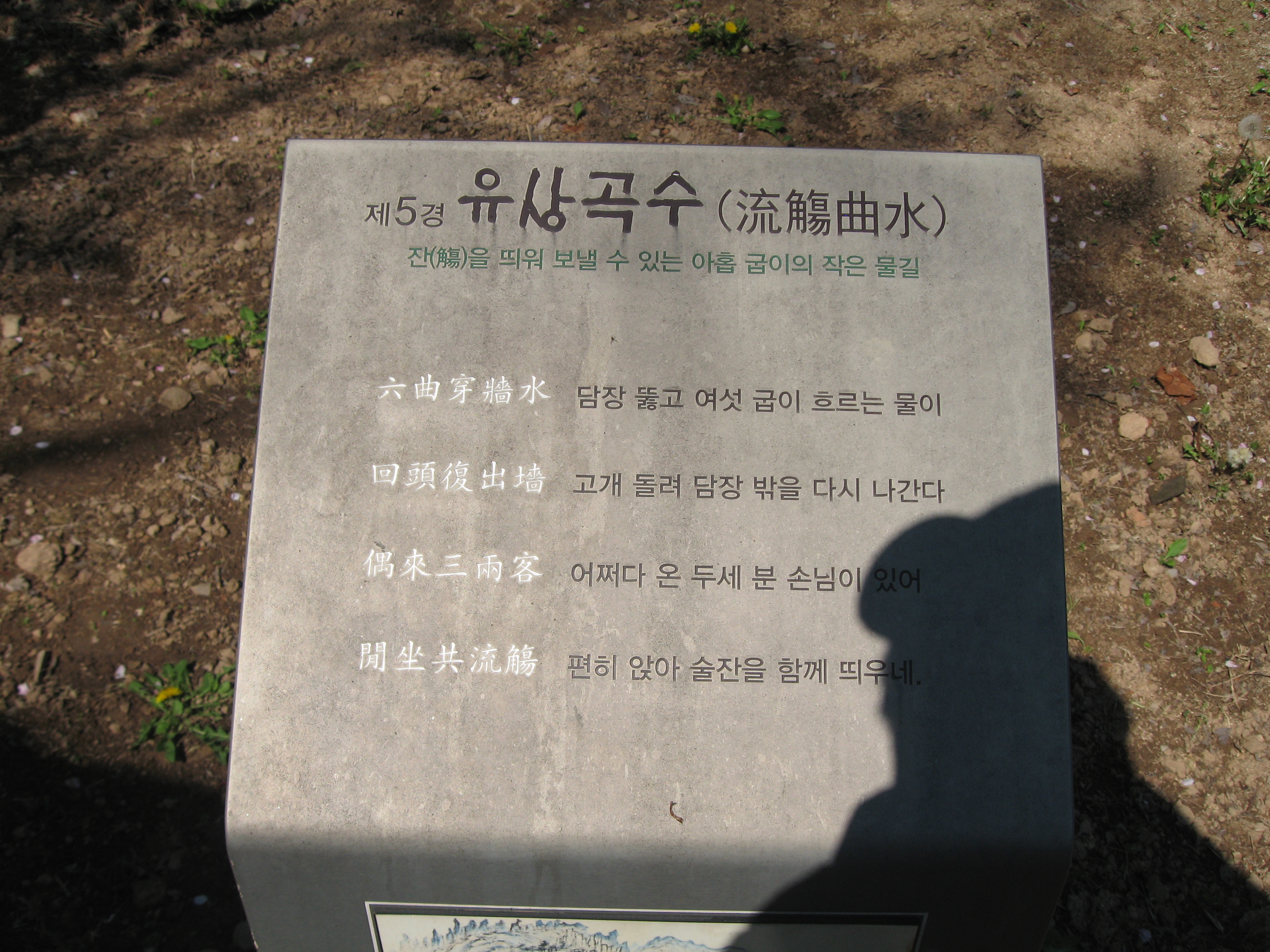

강진 백운동 원림(康津 白雲洞 園林)은 대한민국 전라남도 강진군 성전면 월하리 546번지 일원에 있는 숲이다. 2018년 12월 17일 문화재 지정예고를 거쳐, 2019년 3월 11일 대한민국의 명승 제115호로 지정되었다.

## 지정 사유
백운동 원림은 이담로(李聃老, 1627∼1701)가 조영한 후 지금껏 보존되어온 전통 원림으로 수많은 선비와 문인들이 조영과 경치에 관하여 예찬한 옛 시와 그림들이 현재까지 잘 남아있다.
특히 <백운첩>에는 다산 정약용의 <백운동12승사>의 시가 있고 초의선사의 <백운동도>가 그려져 있어 유명하다. 또한, 김창흡, 김창집, 신명규, 임영 등이 원림의 경치를 향유한 기록과 조영자 이담로의 후손들이 경영하여온 기록이 남아있는 등 조경사적(造景史的) 가치가 탁월하다.
월출산을 배경으로 원림을 조영한 유래 및 의도가 명확하게 확인되며, 내원에 화계를 만들어 지형을 자연스럽게 보전하고 계곡물을 상・하 연지에 끌어오는 등 경관처리기법이 우수하다. 식생 등 경관요소를 통하여 선비의 덕목을 높이는 상징성이 돋보이며, 특히 수려한 옥판봉의 지세와 아름다움을 빌려온(借景) 정선대의 경관 등 정약용이 제시한 12곳의 경치가 온전히 남아있는 한국 전통원림의 백미로서 부족함이 없다.
이 곳은 조선시대 선비들이 문화를 교류하며 풍류를 즐기던 곳이며, 또한 정약용, 초의선사, 이시헌 등이 차를 만들고(製茶) 전해주며 즐겨온 기록이 있는 등 우리나라 차 문화의 산실이 되어온 가치까지 더하고 있다.

## 지정 근거
'강진 백운동 원림'은 '저명한 정원 및 원림'이다.(문화재보호법 제11조 제1항 관련 국가지정문화재(명승)의 지정기준 5에 해당)

## 각주

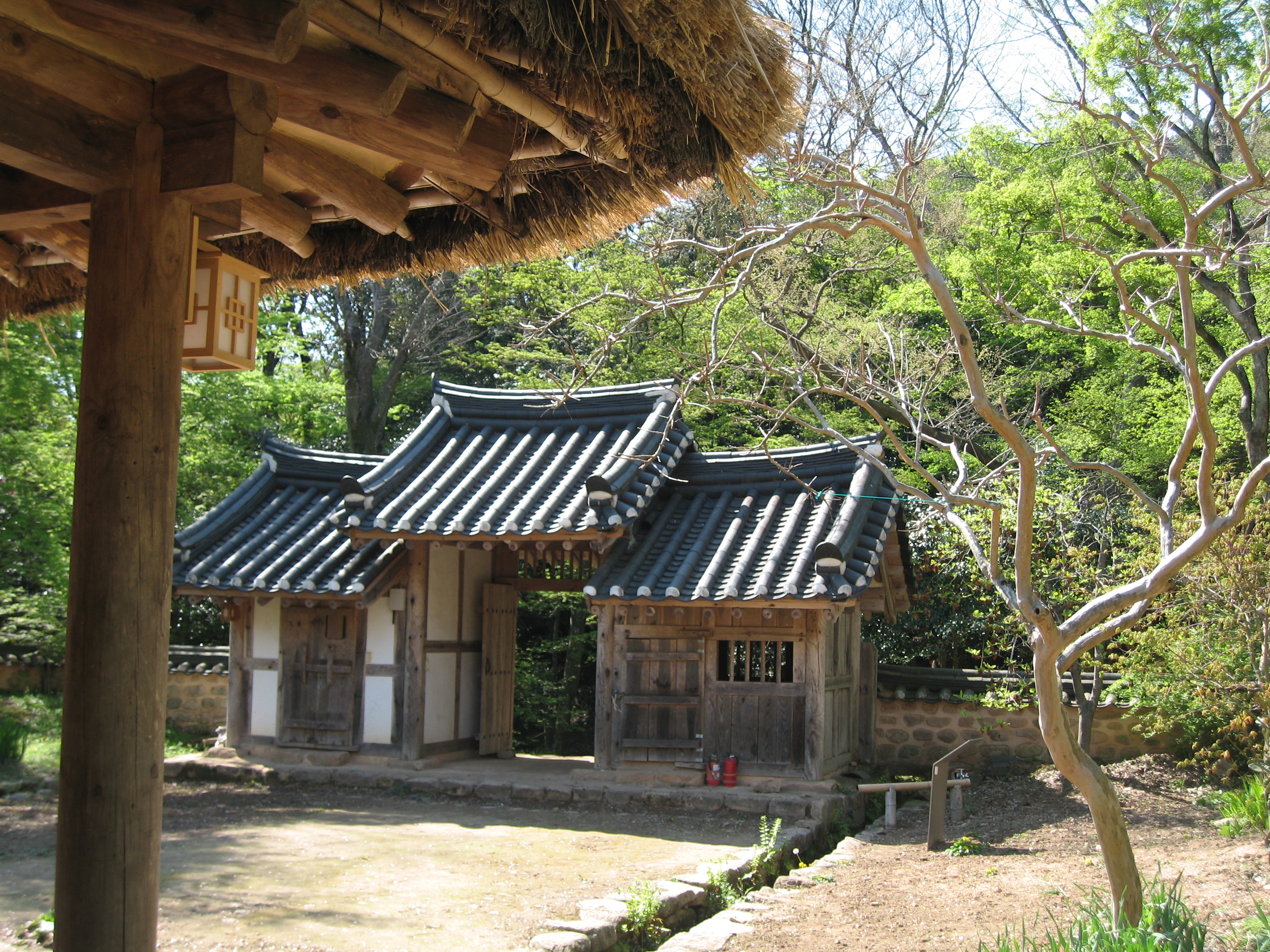